# Жеремі Жаке
Жеремі Жаке (фр. Jérémy Jacquet, нар. 13 липня 2005, Боді, Франція) — французький футболіст гваделупського походження, центральний захисник клубу «Ренн».

## Ігрова кар'єра

### Клубна
У 2019 році Жеремі Жаке приєднався до молодіжного складу клубу «Ренн». Влітку 2022 року футболіст підписав з клубом перший професійний контракт і почав виступи у другій команді «Ренна» у Національному дивізіоні 3.
13 січня 2024 року Жаке зіграв першу гру в основі «Ренна» у матчі чемпіонату Франції проти «Ніцци». А 29 січня відбув в оренду у клуб «Клермон», де грав до кінця сезону.

### Збірна
У липні 2024 року у складі збірної Франції (U-19) Жеремі Жаке брав участь у юнацькій першості Європи у Північній Ірландії, де його команда дісталася фіналу.

## Титули
Франція (U-19)
 Віце-чемпіон юнацького чемпіонату Європи: 2024